# Чалма (река)
Чалма — река в Мурманской области России. Протекает по территории городского округа Ковдорский район. Соединяет озёра Верхнее Чалмозеро и Нижнее Чалмозеро.
Длина реки составляет 3 км. Площадь бассейна 2800 км². Скорость течения 0,1 м/с.
Берёт начало в озере Верхнее Чалмозеро на высоте 137,2 м над уровнем моря. Протекает по лесной, болотистой местности. Впадает в озеро Нижнее Чалмозеро на высоте 137,1 м над уровнем моря. Населённых пунктов на реке нет.

## Данные водного реестра
По данным государственного водного реестра России относится к Баренцево-Беломорскому бассейновому округу, водохозяйственный участок реки — река Нива, включая озеро Имандра. Речной бассейн реки — бассейны рек Кольского полуострова и Карелии.
Код объекта в государственном водном реестре — 02020000312101000009731.